# Eilema mashonensis
Eilema mashonensis là một loài bướm đêm thuộc phân họ Arctiinae, họ Erebidae.